# Alaginci
Alaginci je vesnice v Chorvatsku v Požežsko-slavonské župě, spadající pod opčinu Požega.

## Geografie
Alaginci leží asi 5 km severně od Požegy, sousedními osady jsou Šeovci a Turnić na severu a Požega na jihu.

## Obyvatelstvo
Podle údajů ze sčítání lidu z roku 2011 žilo ve vesnici 198 obyvatel.